# Idrott och hälsa

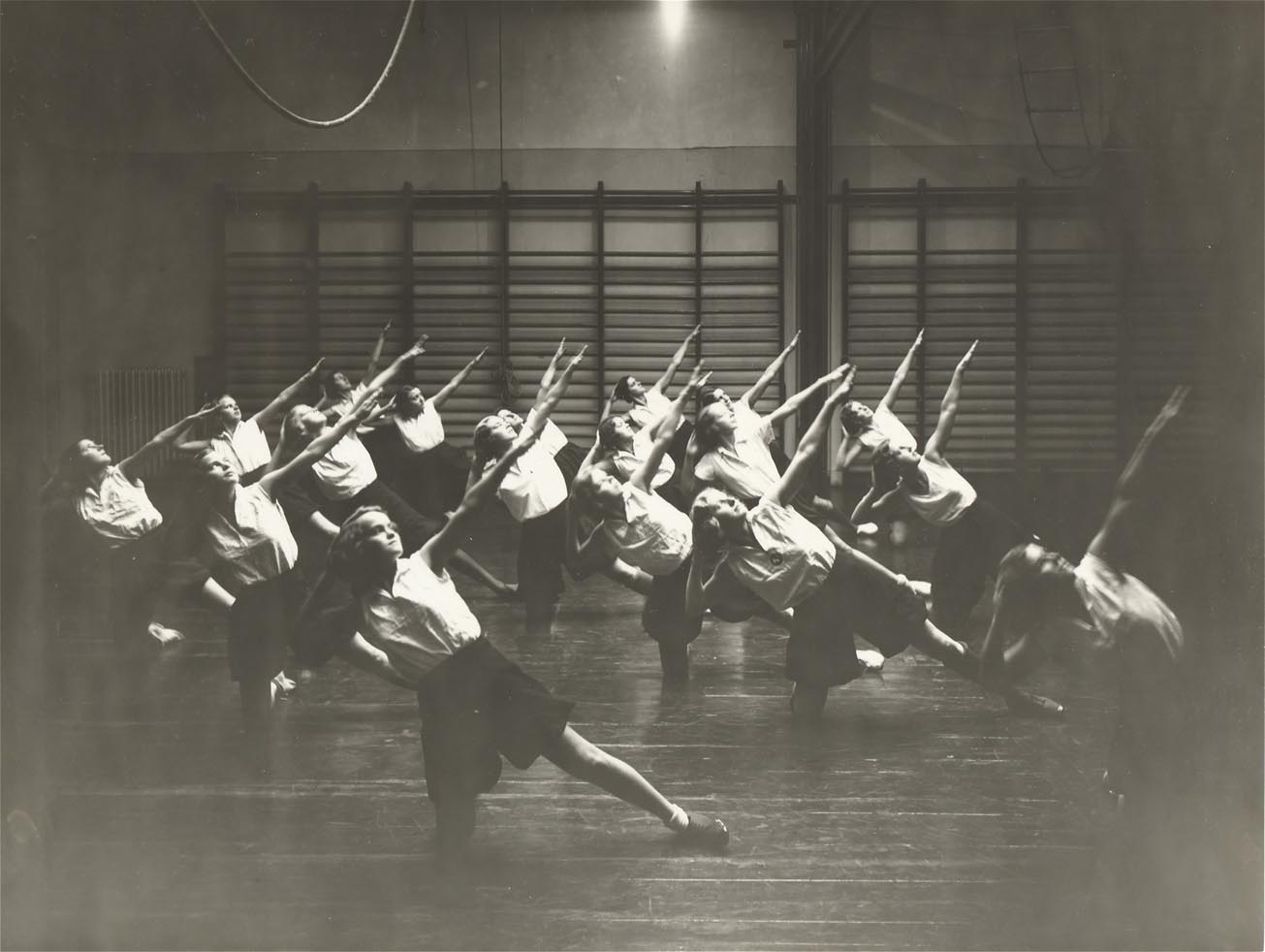
Skolgymnastik i en flickskola i Sverige 1933.

Idrott och hälsa, traditionellt kallat skolgymnastik, gymnastik, gympa eller idrott, är ett skolämne som finns i de flesta länder. Lektionerna hålls vanligen i en gymnastiksal, exempelvis i en sporthall på skolområdet eller i nära anslutning till skolan, av en eller flera idrottslärare (förr gymnastiklärare, i folkmun gympalärare). Lektioner kan även hållas utomhus, antingen på eller utanför skolgården.
Ämnet är obligatoriskt i den svenska grund- och gymnasieskolan. Inom svensk skola omfattar lektionerna vanligtvis bollspel, friidrott, redskapsgymnastik, friluftsliv, orientering, dans, simning och läran om hälsa. På vissa skolor har man varje läsår även en eller flera idrottsdagar.
Ämnet idrott och hälsa handlar nästan alltid om fysiska aktiviteter, men ibland har man teoretisk undervisning då eleverna exempelvis får lära sig om tobaksrökningens risker eller om livräddning. Ämnet har funnits med från införandet av allmän folkskola, och tidigare bland annat hetat:
- Gymnastik med lek och idrott
- Idrott